# Yuki Nakai
Yuki Nakai (中井 祐樹, Nakai Yūki) est un ancien combattant professionnel japonais de shooto et de combat libre, ceinture noire de judo et enseignant de jiu-jitsu brésilien. Yuki Nakai a débuté le judo à l'âge de 18 ans à l'université de Hokkaido et a été formé par le maître de kosen judo Kanae Hirata, spécialiste de newaza (techniques au sol).
Il participa au Vale Tudo Japan 1995, un des premiers grands tournois de combat libre japonais, tournoi dans lequel il était de loin le plus léger. En dépit d'une grande différence de gabarit et d'une sévère blessure à l'œil infligé lors de son premier combat, il parvint en finale où il s'inclina rapidement face à Rickson Gracie, le vainqueur de l'édition précédente et le grand favori du tournoi. Il deviendra plus tard la première ceinture noire de jiu-jitsu brésilien au Japon.
Nakai est considéré comme une des légendes du Shooto par de nombreux pratiquants[Qui ?].